# Гамбит Мак-Доннелла
Гамбит Мак-Доннелла (в русской литературе также распространено написание Гамбит Мак-Доннеля) — вариант королевского гамбита, начинающийся ходами: 
 1. e2-e4 e7-e5 
 2. f2-f4 e5:f4 
 3. Kg1-f3 g7-g5 
 4. Cf1-c4 g5-g4 
 5. Kb1-c3.
Впервые применён ирландским шахматистом Александром Мак-Доннеллом против французского шахматиста Луи Шарля де Лабурдонне в 1834 году. За пожертвованную фигуру белые получают сильную атаку.

## Сравнение с гамбитом Муцио
В гамбите Муцио после следующих ходов:
1. e2-e4 e7-e5
2. f2-f4 e5:f4
3. Kg1-f3 g7-g5
4. Cf1-c4 g5-g4
5. 0-0 g4:f3
6. Фd1:f3

у чёрных есть мощный оборонительный ход:
6. …Фd8-f6.
В гамбите Мак-Доннелла на Фf6 белые играют Кc3-d5, заставляя чёрных терять время. Поэтому гамбит Мак-Доннелла считается сильнее гамбита Муцио.
В современной игровой практике не встречается. Чёрным вовсе не обязательно играть g5-g4, рискуя попасть под мощную атаку. Вполне достаточно сыграть Сf8-g7, переведя игру в спокойный и надёжный для чёрных гамбит Филидора.